# Micropsectra seguyi
Micropsectra seguyi är en tvåvingeart som beskrevs av Cacas och Laville 1990. Micropsectra seguyi ingår i släktet Micropsectra och familjen fjädermyggor.
Artens utbredningsområde är Spanien. Inga underarter finns listade i Catalogue of Life.